# Čaja (přítok Leny)
Čaja (rusky Чая) je řeka v Burjatské republice a v Irkutské oblasti v Rusku. Je dlouhá 353 km. Povodí řeky má rozlohu 11 400 km².

## Průběh toku
Pramení na svazích Verchněangarského hřbetu a protéká převážně skrze Severobajkalskou pahorkatinu. Ústí zprava do Leny.

## Vodní režim
Zdrojem vody jsou převážně dešťové srážky. Nejvyšších vodních stavů dosahuje od května do září díky dešťovým vzestupům hladiny.